# Ratusz w Rotterdamie

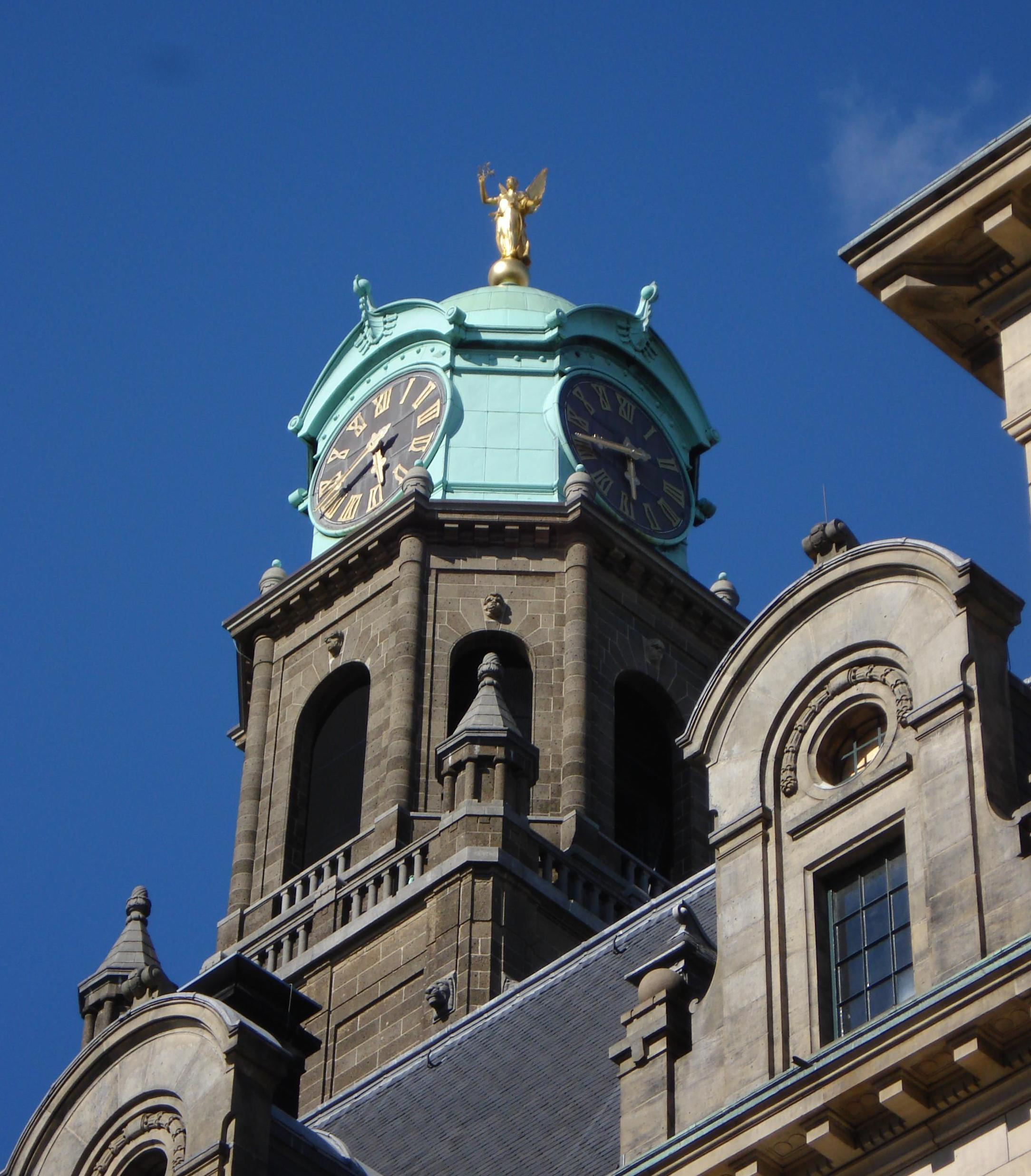
Wieża ratusza

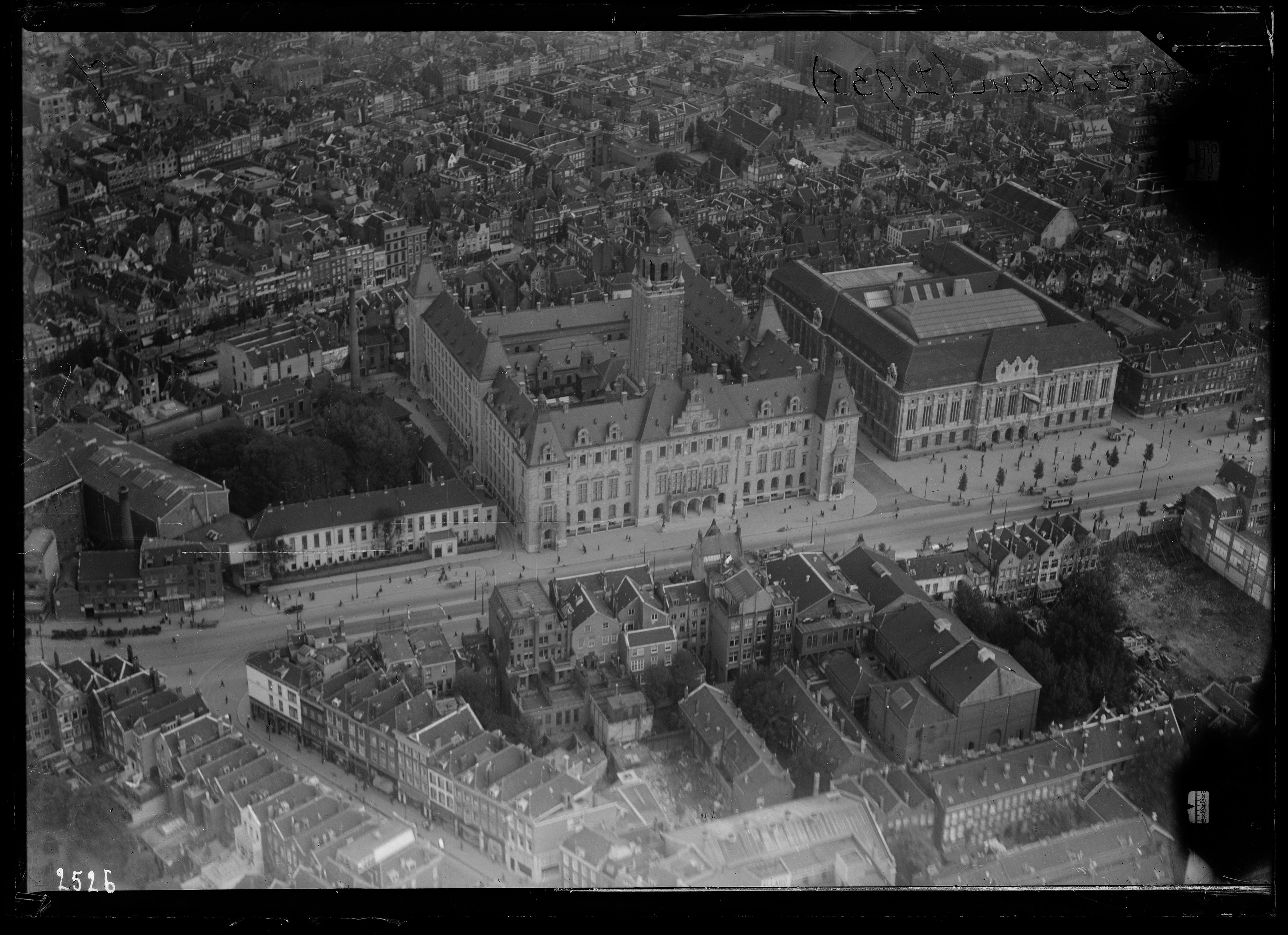
Wojskowe zdjęcie lotnicze Ratusza, 1920-1940

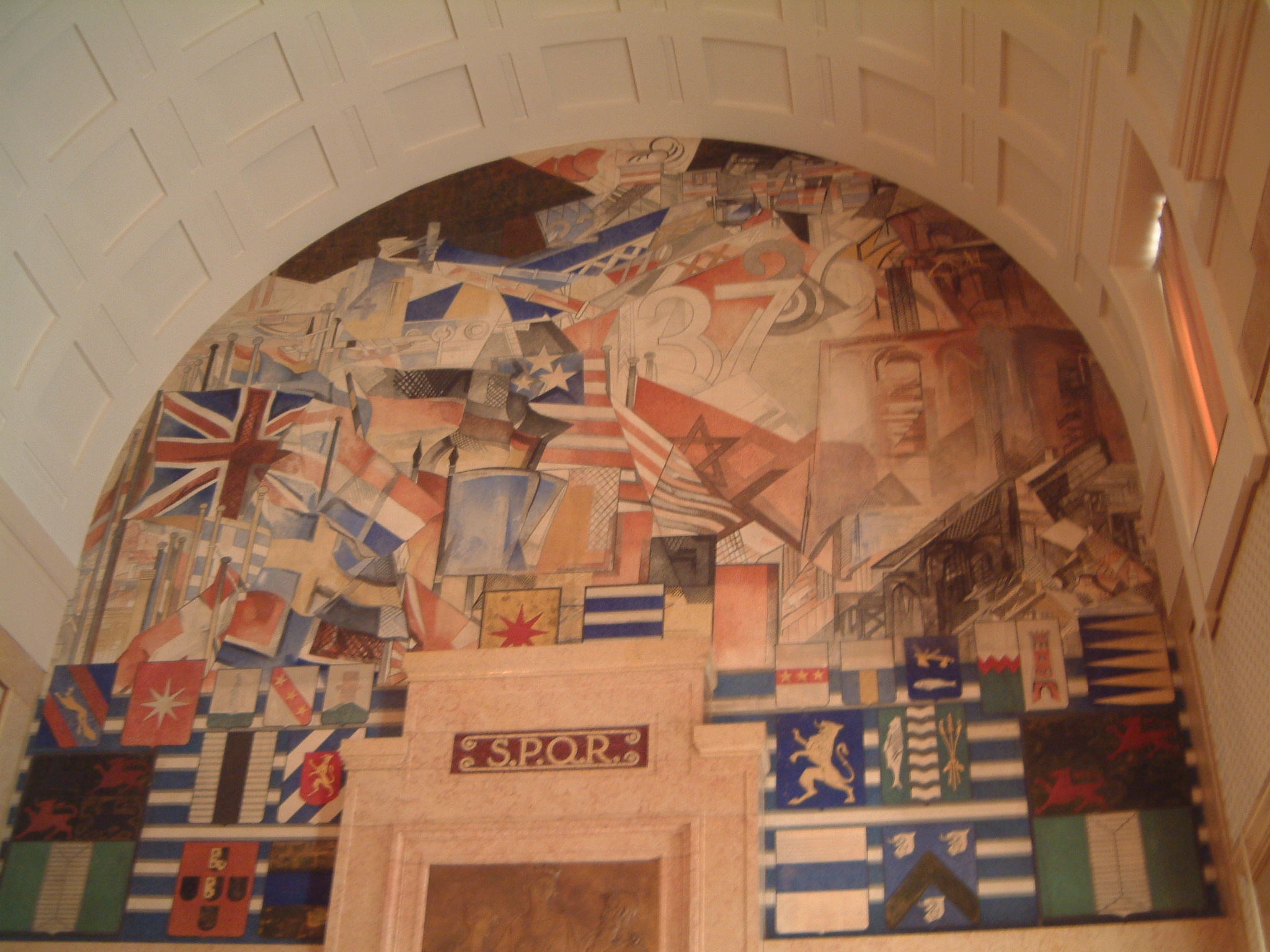
Malarstwo ścienne w Burgerzaal

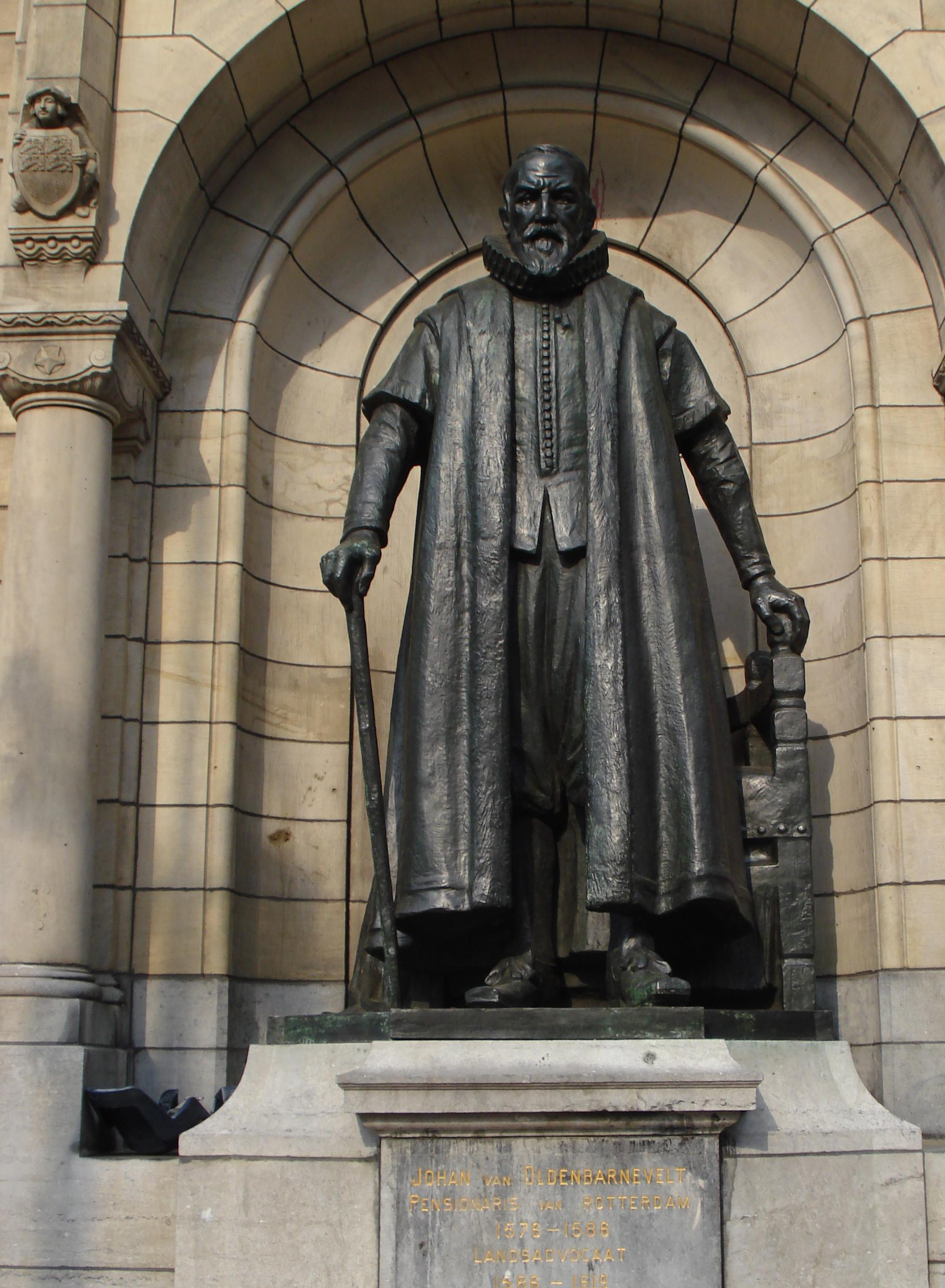
Statua Johana van Oldenbarnevelta

Stary Ratusz w Rotterdamie – budynek z pierwszej połowy XX wieku, zaprojektowany przez Henriego Eversa, znajdujący się przy ulicy Coolsingel. Jego budowa trwała sześć lat i została ukończona w 1920 roku. Jest jedną z niewielu budowli w centrum miasta, która przetrwała bombardowanie z 14 maja 1940 roku.

## Historia
Na początku XIV wieku funkcję dzisiejszego ratusza pełnił miejski pensjonat, do którego przybywali kupcy i handlowcy będący w tranzycie. Przez rozrastającą się społeczność i coraz większą liczbę ludzi przybywających do budynku, gmina ustanowiła go ratuszem. Następnie w 1606 roku budowla zyskała klasycystyczne fasady, które po rozbudowie w 1832 roku znalazły się po stronie Kaasmarkt.
Wraz z rozwojem miasta i upływem XIX wieku ratusz stawał się za mały dla rotterdamskiej społeczności. Niepraktyczna była też jego lokalizacja, wśród wielu wąskich uliczek. W 1860 roku pojawił się pomysł, gdzie umieścić nowy budynek, a właściwie ciąg budowli, wśród których był właśnie ratusz i nowy budynek poczty. Odpowiednim miejscem był teren dzielnicy Zandstraatbuurt, w której mieszkało około 2400 osób. Decyzja o zburzeniu dzielnicy zapadła w 1906 roku (kiedy urząd burmistrza objął Alfred Rudolf Zimmerman). Rozbiórka trwała do sierpnia 1913, a budowę ratusza rozpoczęto rok później, 12 sierpnia 1914 roku.
Henri Evers zaczął pracę nad projektem w 1911 roku, kiedy dokonał pierwszych szkiców. Plan architekta został zaakceptowany przez radę miasta i burmistrza Alfreda Rudolpha Zimmermana w 1913 roku. Burmistrz dobrze znał architekta, co mogło wpłynąć na jego wybór projektu, ponieważ wiele rotterdamczyków wolało projekt Willema Kromhouta. Budowa kosztowała 2,85 mln NLG. Budynek od 1997 roku ma status Rijksmonument (holenderski obiekt narodowego dziedzictwa).

## Budynek
Ratusz ma wymiary 86 metrów na 106 metrów i jest zbudowany wokół dużego wewnętrznego dziedzińca, z trzema wejściami, od Coolsingel, Stadhuisstraat i Doelwater. Architektura budynku to połączenie kilku różnych stylów, głównie Beaux-Arts i art-deco z wpływami kultury bizantyjskiej i rzymskiej. Ratusz jest zbudowany z betonu, posiada kamienne cokoły, a elewacja została pokryta piaskowcem. Piaskowiec wraz z upływem czasu stawał się czarny, ale w 2000 roku ratusz został oczyszczony, co przywróciło jego dawny wygląd. Wieża zegarowa ma 71,5 metrów wysokości i została wzniesiona nad holem centralnym. Na szczycie wieży znajduje się 3,5-metrowy posąg Złoty Anioł Pokoju autorstwa Johana Kellera. Dzwonnica zawierała carillon z 48 dzwonami, który był prezentem od Van Ommerena. Carillon został zabrany przez okupantów podczas wojny i zastąpiony w 1948 roku. W wewnętrznym ogrodzie znajdują się dwa brązowe posągi Merkurego i Neptuna autorstwa Bona Ingena-Housza oraz fontanna Simona Miedema symbolizująca główne przyczyny rozkwitu miasta, czyli przemysł, handel i rybołówstwo. Wewnętrzne dziedzińce powodują, że światło słoneczne może dostać się do większości z sal. Te najważniejsze, czyli Raadzaal i Burgerzaal znajdują się na pierwszym piętrze i można do nich przejść od sali centralnej.

### Fasada
Na fasadzie budynku można znaleźć 11 medalionów, zaprojektowanych przez Lambertusa Franciscusa Edema van der Tuuk i Arenda Odé. Po lewej stronie frontowej ściany budynku widnieją medaliony z trzema cnotami, czyli odwaga (Fortitudo), wzajemne zaufanie (mutua fides) i braterstwo (fraternitas). Pośrodku, medaliony przedstawiają osobistości, które odegrały kluczową rolę w rozwoju kultury i nauki w Rotterdamie, są to: Johan van der Veeken (dyrektor Holenderskiej Kompanii Wschodnioindyjskiej), Erazm z Rotterdamu (filozof) i Pieter de Hooch (malarz). Pomiędzy nimi znajdują się emblematy z napisami „Mercatura” (handel) i „Ars Scientia” (Sztuki i nauki). Po prawej stronie frontu ratusza medaliony przedstawiają starożytnych mężów stanu – króla Izraela Salomona i ateńskiego władcę Peryklesa. Między tymi portretami znajduje się tekst „Servi Legis Simus” co znaczy „My sługami prawa”.

### Sale
Burgerzaal to główna sala usytuowana na pierwszym piętrze. Przy głównym wejściu znajduje się popiersie architekta Henriego Eversa. Jest bogato zdobiona malowidłami ściennymi Johna Thorna Prikkera. Wśród nich jest kolaż herbów i flag przyjaznych narodów, zgrupowanych wokół złotych liter SPQR. Z sali można wyjść na duży balkon, z którego można podziwiać widok miasta. Sala służy do organizacji oficjalnych przyjęć, takich jak prezentacje książek, ceremonie wręczania nagród, spotkania kulturalne i przyjęcia po ceremoniach ślubnych, które odbywają się w sąsiedniej sali weselnej. W sali znajdują się też organy z 1920 roku. Raadzaal zostało przyozdobione realistycznymi malowidłami ściennymi Mariusa Richtersa, który przedstawił na nich pracowników rotterdamskiego portu. Na środku hali ratusza znajduje się rzeźba Sterker door strijd (Silniejszy przez walkę), co jest mottem Rotterdamu. Jest to dzieło Hanka Hansa, podarowane na rzecz ratusza przez królową Wilhelminę w 1948 roku. Rzeźba ma 2,5 metra wysokości, a razem z podstawą - 4 metry. Hans stworzył swoje dzieło z jednego bloku marmuru, które waży między 5000 a 6000 kilogramów. Przed przyjęciem podarunku od królowej wzmocniono podłogę, podpierając ją od strony piwnicy kolumnami. 

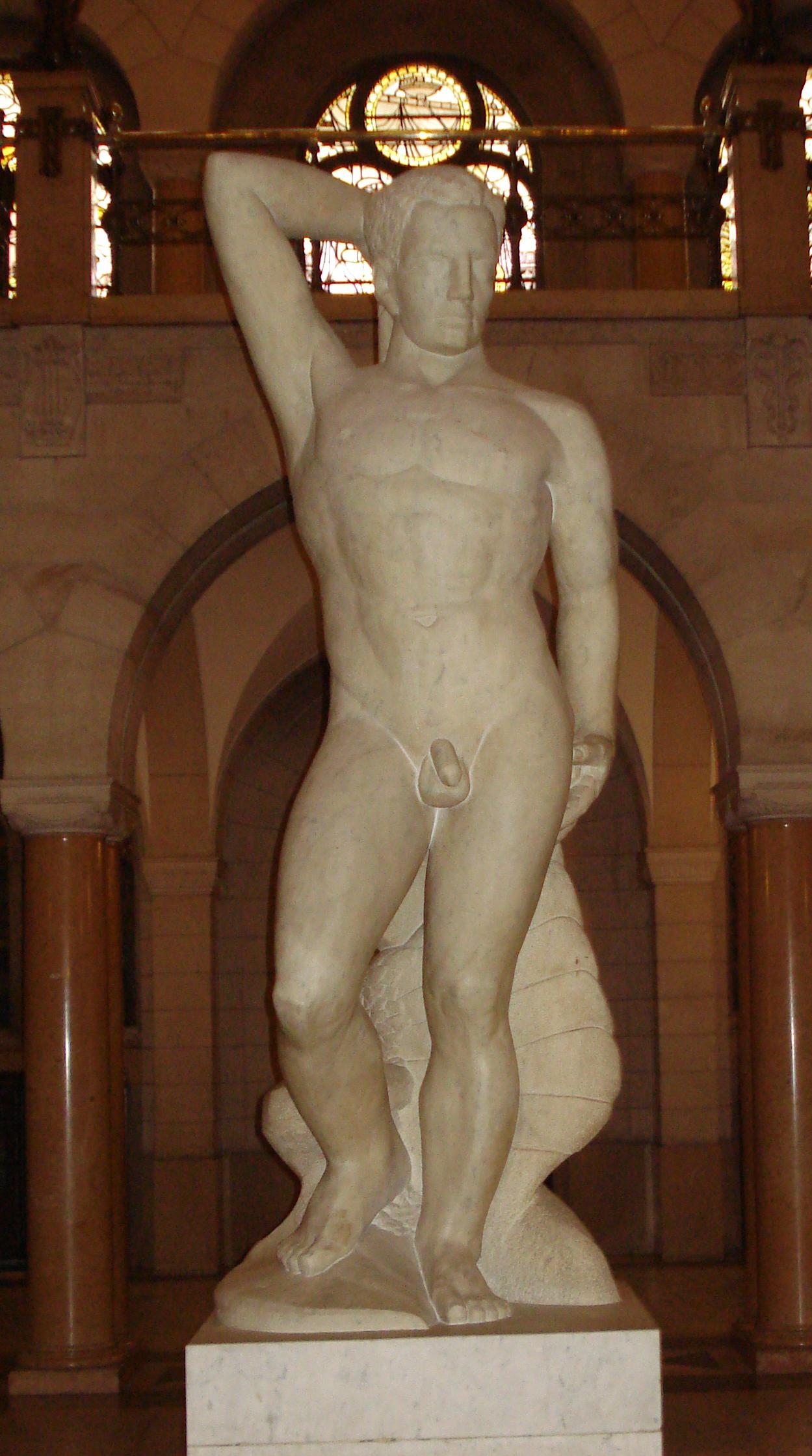
Rzeźba Sterker door strijd

## Sztuka w ratuszu
Dużo artystów przyczyniło się do upiększenia ratusza. Był to celowy, zaplanowany przez Henriego Evansa zabieg, by w budynku, na nim i w jego otoczeniu znajdowało się wiele dzieł sztuki, które dadzą obraz historii, wielkości i świetności rotterdamskiej i holenderskiej kultury. Niektóre z tych dzieł to:
- posąg Hugo de Groota autorstwa Auke Hettema
- medaliony autorstwa Lambertusa Franciscusa Edema van der Tuuka[15] i Arenda Odé
- statua Johana van Oldenbarnevelta, zaprojektowana przez Charlesa van Wijka, wykonana przez Arenda Odé po śmierci projektanta
- posągi Genius met fakkel[16] (Geniusz z pochodnią) i Stedenmaagd[17] (dziewica miasta) autorstwa Toona Dupuisa
- rzeźby Oplettendheid (uważność) i Waakzaamheid (czujność) autorstwa Brama Hesselinka[18]
- rzeźby Beleid en Toewijding (Zasady i poświęcenie) autorstwa Eduarda Jacobsa[19]
- rzeźby De Leerplicht en de Tijd (Edukacja i czas) autorstwa Fré Jeltsema[20]
- rzeźba De Gerechtigheid (Sprawiedliwość) autorstwa Arenda Odé[21]
- płaskorzeźby De Portier en de Fiscus autorstwa Simona Miedema[22]
- rzeźby na dziedzińcu siedmiu nieznanych postaci stworzył Dirk Wolbers
- posąg Vredesengel (Złoty Anioł Pokoju)[23], fryz Terracottareliëfs (relikwie z terakoty)[24], rzeźby De Tijd en de Plicht (Czas i Obowiązek)[25], Verdraagzaamheid (Tolerancja), Onafhankelijkheid (Niezależność)[18], obrazy kontynentów i popiersie Henriego Eversa znajdujące się w holu, stworzył Johan Keller
- inne dekoracje budynku tworzyli również Johan Bijsterveld, Lucas Wensing, Arnold Leeflang